# Mark Gordon (politicus)
Mark Gordon (New York, 14 maart 1957) is een Amerikaanse politicus van de Republikeinse Partij. Sinds januari 2019 is hij de gouverneur van de Amerikaanse staat Wyoming.

## Biografie
Mark Gordon werd geboren in New York. Hij volgde onderwijs op een episcopaalse kostschool in Concord (New Hampshire) en ging in 1976 geschiedenis studeren aan Middlebury College in Vermont. Nadat hij daar drie jaar later afstudeerde met een Bachelor of Arts, verhuisde hij naar Wyoming, de staat waar zijn ouders vandaan kwamen. Daar zette hij, naast zijn werk op de familieranch, verschillende bedrijven op, onder meer in de recreatieve en toeristische sector. Tevens was Gordon enige tijd werkzaam in de olie- en gasindustrie. Hij zetelde door de jaren heen in verschillende comités en commissies op gebieden als onderwijs, natuur, zorg en economie.
In 1981 trouwde Gordon in Massachusetts met Sarah Hildreth Gilmore, met wie hij twee dochters kreeg. Gilmore stierf in 1993 op 37-jarige leeftijd bij een auto-ongeluk. In 2000 trouwde hij vervolgens met zijn huidige vrouw Jennie, die twee zonen uit een eerder huwelijk meebracht in het stiefgezin. Samen met haar beheert Gordon een ranch in Buffalo (Johnson County).

### Politiek
In 2008 stelde Gordon zich namens de Republikeinse Partij kandidaat voor de zetel van het at-large congresdistrict van Wyoming in het federale Huis van Afgevaardigden. Hij werd gesteund door invloedrijke partijgenoten als Malcolm Wallop en door enkele belangrijke kranten in de staat. Ondanks de voor hem gunstige peilingen verloor Gordon de Republikeinse voorverkiezing van Cynthia Lummis.
In oktober 2012 werd hij door toenmalig gouverneur Matt Mead aangesteld als state treasurer (minister van financiën) van Wyoming, een post die plots vacant was na de dood van Joseph Meyer. Gordon maakte diens termijn af en werd bij de lokale verkiezingen in 2014 verkozen voor een eigen vierjarige termijn.

### Gouverneur
In 2018 stelde Gordon zich verkiesbaar voor het gouverneurschap van Wyoming. Hiermee werd hij een van de kandidaten om zijn partijgenoot Matt Mead op te volgen, die zich na twee termijnen als gouverneur niet opnieuw verkiesbaar mocht stellen. Gordon wist de voorverkiezing van de Republikeinse Partij gemakkelijk te winnen, waarna hij het bij de algemene verkiezingen moest opnemen tegen de Democratische kandidaat Mary Throne. Met ruim 67% van de stemmen werd Gordon uiteindelijk verkozen tot gouverneur van Wyoming. Hij werd op 7 januari 2019 beëdigd in de hoofdstad Cheyenne. Zijn ambtstermijn loopt tot 2023.